# 京のいっぴん物語
『京のいっぴん物語』（きょうのいっぴんものがたり）は、KBS京都・関西テレビ☆京都チャンネル・BS11デジタル共同製作の教養番組。全183回。KBS京都では2006年10月2日から2010年3月29日まで放送。
京都の伝統・文化・芸能などを題材にしていた。

## 出演者

### ナビゲーター
- 羽田美智子（女優） - 毎回着物姿で出演していた。後継番組『羽田美智子の京都専科』でも引き続きナビゲーターを務めていた。

### 語り
- 芦屋小雁（喜劇俳優）

## スタッフ
- 構成：戸田順子
- 撮影協力：くろちく、愛染蔵
- 衣装協力：響庵、兎優染房、ほか
- CG：岡村太一郎
- ヘアメイク：穐田ミカ（fai）
- スタイリスト：美空間ROJI
- 制作デスク：服部結
- ディレクター：上田雅史、山崎大佑、ほか
- プロデューサー：勝又昭（KBS京都）、毛阪一洋（関西テレビ☆京都チャンネル（現・BSフジ））、泉俊一（京都メディアセンター（KMC））
- 制作：京都メディアセンター、元気な事務所
- 制作著作：KBS京都、関西テレビ☆京都チャンネル、BS11デジタル

## 放送局
| 放送対象地域   | 放送局                    | 系列           | 放送日時 | 備考                             |
| -------------- | ------------------------- | -------------- | --- | -------------------------------- |
| 京都府         | KBS京都                   | 独立UHF局      | 月曜 21:00 - 21:25 （2006年10月2日 - 2009年3月30日） 月曜 20:55 - 21:20 （2009年4月6日 - 2010年3月22日） | 製作局 土曜 8:30 - 8:55 に再放送 |
| 栃木県         | とちぎテレビ              | 独立UHF局      | 土曜 08:35 - 09:00 （不明 - 2010年10月9日） |                                  |
| 埼玉県         | テレビ埼玉                | 独立UHF局      | 水曜 15:00 - 15:25 （不明 - 2008年3月26日） 月曜 13:30 - 13:55 （2008年3月31日 - 2009年9月28日） 水曜 19:30 - 19:55 （2009年10月7日 - 2010年3月24日） 日曜 21:00 - 21:25 （2010年4月4日 - 2010年4月11日）                                                                                                  |                                  |
| 千葉県         | 千葉テレビ                | 独立UHF局      | 水曜 16:30 - 16:55 （不明 - 2007年9月26日） 日曜 08:00 - 08:25 （2007年10月7日 - 2008年9月21日） | 再放送あり                       |
| 東京都         | TOKYO MX                  | 独立UHF局      | 水曜 13:30 - 14:00 （2009年5月6日 - 2009年12月30日） 水曜 27:30 - 28:00 （2010年1月6日 - 2010年9月29日） 水曜 13:30 - 14:00 （2010年10月6日 - 2010年12月29日） 土曜 09:00 - 09:30 （2011年1月8日 - 2011年3月26日） 水曜 08:00 - 08:30 （2011年4月6日 - 2011年9月21日）                                     |                                  |
| 三重県         | 三重テレビ                | 独立UHF局      | 火曜 12:30 - 12:55 （2008年4月1日 - 2010年6月15日） |                                  |
| 北海道         | 北海道文化放送            | フジテレビ系列 | 不定期放送 |                                  |
| 宮城県         | 仙台放送                  | フジテレビ系列 | 金曜 15:00 - 15:25 （2010年4月2日 - 2011年3月4日） |                                  |
| 石川県         | 石川テレビ                | フジテレビ系列 | 日曜 17:00 - 17:25 月曜 15:30 - 15:55 月曜 15:00 - 15:26 （不明 - 2007年9月10日） 月曜 15:00 - 15:25 （2007年10月1日 - 2007年12月10日） |                                  |
| 福井県         | 福井テレビ                | フジテレビ系列 | 不定期放送（2008年2月20日 - 2011年12月24日） |                                  |
| 長野県         | 長野放送                  | フジテレビ系列 | 木曜 14:05 - 14:30 （2009年4月2日 - 2010年3月25日） 月曜 15:35 - 16:00 （2010年4月5日 - 2011年3月21日） | 第80回から放送                   |
| 近畿広域圏     | 関西テレビ                | フジテレビ系列 | 土曜 05:08 - 05:35 （2009年10月3日 - 2010年4月10日） 土曜 05:25 - 05:50 （2010年4月17日 - 2011年3月26日） 土曜 05:05 - 05:30 （2011年4月2日 - 2011年12月10日） 土曜 05:15 - 05:40 （2011年12月17日 - 2012年3月24日） 水曜 26:26 - 26:56 （2012年4月4日 - 2012年7月4日）                                    |                                  |
| 岡山県・香川県 | 岡山放送                  | フジテレビ系列 | 火曜 14:35 - 15:00 （2007年10月2日 - 2007年12月18日） 火曜 14:36 - 15:00 （2008年1月8日 - 2008年5月27日） 火曜 25:40 - 26:05 （2008年11月4日 - 2009年3月31日） |                                  |
| 島根県・鳥取県 | 山陰中央テレビ            | フジテレビ系列 | 金曜 14:05 - 14:30 （2008年4月4日 - 2008年6月27日） 金曜 15:58 - 16:23 （2008年7月4日 - 2010年4月23日） |                                  |
| 愛媛県         | テレビ愛媛                | フジテレビ系列 | 月曜 15:05 - 15:30 （2008年1月7日 - 2009年9月28日） 木曜 15:05 - 15:30 （2009年10月1日 - 2010年4月1日） 水曜 15:30 - 15:55 （2010年4月7日 - 2010年4月21日） |                                  |
| 岩手県         | IBC岩手放送               | TBS系列        | 金曜 10:25 - 10:50 （2009年4月3日 - 2010年9月24日） |                                  |
| 日本全域       | 関西テレビ☆京都チャンネル | CS放送         | 火曜 11:30 - 12:00 （不明 - 2009年3月31日） | 製作局 リピート放送あり          |
| 日本全域       | ヒストリーチャンネル      | CS放送         | 土曜 15:00 - 15:30 （不明 - 2010年2月27日） | リピート放送多数                 |
| 日本全域       | インターローカルTV        | CS放送         | |                                  |
| 日本全域       | BS11デジタル              | BS放送         | 不定期放送（不明 - 2009年1月19日） | 製作局 リピート放送あり          |
| 日本全域       | BSフジ                    | BS放送         | 土曜 08:30 - 08:55 （2009年3月28日） 木曜 18:30 - 18:55 （2009年4月9日 - 2010年7月1日） 土曜 08:30 - 08:55 （2010年7月10日 - 2010年10月2日） 火曜 22:30 - 22:55 （2010年10月5日 - 2011年3月29日） 土曜 06:30 - 06:55 （2011年4月16日 - 2012年3月31日） 月曜 28:30 - 28:55 （2012年4月9日 - 2012年9月24日） | リピート放送あり                 |